# Conselho Britânico de Dança
O Conselho Britânico de Dança (do inglês British Dance Council - BDC, inicialmente chamada Official Board of Ballroom Dancing - OBBD) é uma organização da Inglaterra ligado ao Conselho Mundial de Dança, foi fundada em 1929 com a denominação Official Board of Ballroom Dancing, reconhecido para dança de salão, dança latino americana, disco dance do Reino Unido.
O Conselho Britânico de Dança foi inicialmente formado para estabelecer uniformidade no ensino da Dança de Salão no país, embora suas responsabilidades sejam agora extensas tanto no Reino Unido quanto no exterior. A principal função é elaborar e supervisionar as regras para a dança competitiva. Todas as competições de dança no Reino Unido, tanto amadoras quanto profissionais, são regidas pelas regras do BDC. O BDC também é o órgão nacional de premiação de títulos de campeonatos no Reino Unido.
A padronização é outra função fundamental do BDC. Existem várias organizações de dança líderes no Reino Unido, e cada uma dessas organizações tem pequenas diferenças em técnica e vocabulário. O BDC trabalha para garantir que, sempre que possível, professores de qualquer organização ensinem dança da mesma maneira. Isso é particularmente importante competitivamente, para garantir que todos os dançarinos possam entender e executar suas danças dentro das regras do BDC, independentemente da organização de dança com a qual treinaram.

## História
O Conselho Britânico de Dança foi formado em 1929 com a denominação Official Board of Ballroom Dancing, com mudança de nome em 1985 para British Council of Ballroom Dancing, e finalmente em 1996 mudou para British Dance Council. é o órgão governamental reconhecido para a dança de salão, Latino America, Sequence dance, Freestyle Disco dance do Reino Unido.

## Membros
Lista de membros corporativos:
Organizações de ensino de dança
- Junta Associada de Dança (ABD)
- Associação de Dança Aliada (ADA)
- Associação Britânica de Professores de Dança (BATD)
- Associação Internacional de Professores de Dança (IDTA)
- Sociedade Imperial de Professores de Dança (ISTD)
- Associação Nacional de Professores de Dança (NATD)
- Associação de Professores de Dança dos Condados do Norte (NCDTA)
- Aliança Escocesa de Professores de Dança (SDTA)
- dança UKA
- Welsh Alliance of Professional Teachers' of Dancing (WAPTD) (órgão não examinador)

Organizações de dançarinos profissionais
- Federação de Dançarinos de Salão (BDF)
- Competidores britânicos Dancesport Corporation (BCDC)
- Associação de Promotores de Dança (DPA)
- Blackpool Entertainment Company Limited
- Streetdance International (SDI)

Organizações de dançarinos amadores
- Associação Inglesa de Danças Amadoras (EADA)
- Dança Escocesa (SD)
- Welsh Amateur Dance Sport Association (WADSA)

- The Crown Entertainment Centres Ltd.